# La Bonne à tout faire
La Bonne à tout faire (o La Servante) è un cortometraggio muto del 1911 diretto da Georges Denola.

## Produzione
Il film fu prodotto dalla Pathé Frères (come S.C.A.G.L.).

## Distribuzione
Distribuito dalla Pathé Frères, il film - un cortometraggio di 235 metri - uscì nelle sale francesi anche con il titolo alternativo La Servante.